# Fremder in einer fremden Welt
Fremder in einer fremden Welt (englischer Originaltitel: Stranger in a Strange Land) ist ein Science-Fiction-Roman von Robert A. Heinlein aus dem Jahre 1961. In ihm wird die Geschichte von Valentine Michael Smith erzählt, einem Menschen, der von Marsianern auf dem Mars aufgezogen wurde und nun als junger Mann zur Erde zurückkehrt. Es wird erzählt, wie er die zunächst fremde irdische Kultur erlebt – und wie er sie verändert. Der Titel des Romans ist dem Buch Exodus des Alten Testaments entnommen.
Das Buch war ein Bestseller und erreichte eine breitere Leserschaft als andere Science-Fiction-Werke seiner Zeit. In ihm behandelte Themen wie sexuelle Befreiung und Libertarismus fanden Aufnahme in der sich entwickelnden Gegenkultur der 1960er Jahre in den USA und regten unter anderem auch die Entwicklung von Vorläufern der Polyamory-Subkultur mit an.
Große Teile des Romans bestehen aus Monologen von Dr. Jubal Harshaw, einem Schriftsteller, der Smith hilft, sich auf der Erde zurechtzufinden. Die Figur des Jubal Harshaw dient Heinlein als Alter Ego, in seinen Reden führt er viele Aspekte aus, die für Heinleins Weltsicht, wie sie in seinen Büchern zum Ausdruck kommt, typisch sind. Jedoch behält Harshaw keineswegs immer recht, und seine meist pragmatischen Positionen werden oft genug durch die fremdartigen und mystischen Sichtweisen von Smith kontrastiert. Der Name Jubal selbst stammt aus der Bibel; dort ist er ein Nachfahre Kains und Urvater aller Musiker.
Auf Wunsch der Verleger wurde der Roman zunächst in einer um ein Viertel gekürzten Version (dt. Titel Ein Mann in einer fremden Welt) veröffentlicht, in der unter anderem auch „anstößige“, also Sexszenen, gestrichen worden waren. Erst 1991 wurde die ungekürzte Fassung von Heinleins Witwe aus dessen Nachlass herausgegeben. 1962 wurde die gekürzte Fassung mit dem Hugo Award in der Kategorie bester Roman („best novel“) und 1987 mit dem Prometheus Award ausgezeichnet. Unter Kritikern herrscht keine Einigkeit darüber, welche Fassung die bessere ist. 2012 nahm die US Library of Congress den Roman in die Liste der Bücher, die die USA geformt haben auf.

## Handlung
Der Roman spielt in den USA nach dem Dritten Weltkrieg; die Welt wird von der World Federation of Free Nations beherrscht.
Nach einer erfolglosen ersten Expedition zum Mars findet eine zweite einen Überlebenden, beziehungsweise den Nachkommen von zwei Expeditionsmitgliedern: Valentine Michael Smith. Auf dem Mars von den Marsianern aufgezogen wird er von den „Old Ones“, sozusagen den als Geistwesen existierenden „Ältesten“ der Marsianer zur Erde geschickt.
Da für Michael (Mike) die dichte Atmosphäre und die hohe Schwerkraft der Erde eine Herausforderung darstellt, wird er zu Beginn ins Bethesda Hospital gebracht, wo er vor der Öffentlichkeit und vor Frauen abgeschirmt ist; die Marsianer sind eingeschlechtlich, entsprechend ist Smith die „bipolare Sexualität“ der Menschen fremd. Doch schon bald begegnet er der ersten Frau: Die Krankenschwester Gillian (Jill) Boardman schmuggelt sich aus Neugierde in sein Zimmer. Bei der unschuldigen Begegnung gibt sie ihm ein Glas Wasser zu trinken und wird so zu seinem ersten weiblichen „Wasserbruder“; auf dem Mars ist Wasser sehr selten und wertvoll. Das „Wasser teilen“ ist entsprechend ein Verbrüderungsritual.
Kurz darauf erzählt Jill dem Reporter Ben Caxton von ihrem Erlebnis. Ben ahnt hinter der Abschirmung des „Marsmannes“ dunkle Machenschaften. Zum einen ist Mike, als De-facto-Erbe der gesamten ersten Marsexpedition, unglaublich reich; zum anderen ist er, laut einem Präzedenzfall bei der Kolonisierung des Mondes, zumindest theoretisch der legale Besitzer des Mars. Laut Ben ist unklar, ob ein irdisches Gericht den Besitzanspruch der Marsianer anerkennen würde. Immerhin gibt es auch hierfür einen Präzedenzfall bei der Kolonisierung der Amerikas, die vom Vatikan den europäischen katholischen Mächten als Besitz zugesprochen wurden, ohne eventuelle Rechte von lebenden Einwohnern zu berücksichtigen. Jill hilft Ben dabei, das Krankenzimmer von Mike abzuhören; tatsächlich wird versucht, ihn zu einer Unterschrift eines dubiosen Dokuments zu bewegen. Dies scheitert, da er sich, wie meist, wenn er etwas nicht versteht, in eine Art Schutzstarre zurückzieht. Im „Stereotank“ (dem Fernsehen des Romans) sehen Jill und Ben ein kurzes Interview mit Mike, aber Jill erkennt, dass die gezeigte Person nicht der wahre Smith ist.
Ben versucht nun, im Namen der Öffentlichkeit zu Smith vorgelassen zu werden. Es gelingt ihm, aber kurz danach wird er von den Sicherheitskräften der Regierung entführt. Jill hat böse Vorahnungen und entführt bzw. befreit Mike; doch bereits in Bens Wohnung werden die beiden von arrogant und brutal vorgehenden Sicherheitskräften gestellt. Als die Männer eine Waffe auf Jill richten, lässt Mike sie „verschwinden“; er „dreht“ sie aus der Welt. Jill gelingt es, mit Mike Jubal Harshaw zu erreichen, einen berühmten, in den Jahren fortgeschrittenen Schriftsteller, Arzt und Anwalt, den Ben in der Sache um Hilfe bitten wollte.
Jubal nimmt, trotz seiner sarkastischen und intellektuell aggressiven Art, schnell eine Art Vaterrolle Jill und bald auch Mike gegenüber ein. Er versucht, Mike die Menschen verständlich zu machen. Gleichzeitig intelligent und naiv wirkend bringt ihn Mike dabei oft an den Rand der Verzweiflung. Obwohl er schnell akzeptiert, dass für Mike Kannibalismus etwas sehr natürliches ist – verstorbene Freunde zu essen ist auf dem Mars eine gegenseitige Ehre –, kann er nicht glauben, dass seine absolute Sicherheit bezüglich des Weiterlebens nach dem Tod mehr als tief verankerter Kulturglaube ist. Die Diskussion um Gott führt Mike, der Englisch erst richtig gebrauchen lernen muss, zu dem Ausspruch „Thou art God“, einer annähernden Übersetzung aus dem Marsianischen, die besagt, dass jeder Gott ist, was für Mike bedeutet: „one who groks“ (‚tief versteht‘).
Nachdem Jubal die Probleme Mikes mit der Erdregierung beigelegt hat, indem er den Chief Secretary der Weltföderation zum Vertreter seiner Rechte gemacht hat, erkundet Mike die Kultur der Menschen, darunter auch die Religion und die Fosterite Church of the New Relevation, eine sehr einflussreiche Megakirche, die Sexualität, Geldspiel und Alkoholkonsum (auch im Kirchengebäude) zur Freude ermutigt, aber den Kauf von nicht von ihr abgesegneten Produkten verfolgt.
Mike hat bereits alle Frauen in Jubals Haushalt geküsst (neben Jill drei „Sekretärinnen“, denen Jubal nacheinander seine Einfälle diktiert) und dabei sein Talent gezeigt. Nachdem er mit Jill auch seine Sexualität erkundet hat, ändert er sich physisch, wird männlicher und bestimmter. Es wird angedeutet, dass er alle vier Frauen schwängert. Dann zieht er mit Jill in die Welt, um die Menschen kennen zu lernen. Unter anderem ziehen sie als magische Nummer mit einem Zirkus durch das Land. Da Mike aber keine Tricks anwendet und nicht versteht, wie man den „Kunden“ gibt, was sie wollen, wird ihre Nummer gestrichen. Von der Zeit bleibt den beiden Patricia Paiwonski, eine am ganzen Körper tätowierte, übersexualisierte Frau. Unter ihren Tätowierungen, die sie gerne und mit Nachdruck zeigt, findet sich auch der Erleuchtungsweg des Heiligen Foster und die Tätowierung des Kusses Fosters bei der Aufnahme in den engsten Ring der Erleuchteten der Fosterites, über einer ihrer Brüste. Mike küsst sie auf die andere Brust und tätowiert diesen Kuss mit seinen paranormalen Fähigkeiten in die Haut Patricias ein. Kurz darauf gründet das Trio die Church of All Worlds, die in vielen Aspekten der Fosterite Church ähnelt. Neben den Aspekten des sexuellen Teilens der Körper und der allgemeinen und freudigen Verfügbarkeit innerhalb des inneren Zirkels steht bei der Church of all Worlds neben der Show (Mike hat die Lektion aus seiner Zirkuszeit gelernt) das Erlernen des Marsianischen und der marsianischen Ideale im Mittelpunkt.
Ben besucht Jill im inneren Zirkel der Kirche, in den er als „Erstgerufener“ eingelassen wird. Allerdings ist es für ihn dort nicht leicht; zwar scheint er sich schnell an den allgemeinen Verzicht auf Kleidung und die Betonung auf sexuelle Nähe zu gewöhnen – die Erleuchtung durch Mike führt zu einer allgemeinen Verjüngung und Straffung; nicht attraktive Körper scheint es in der wahren Kirche nicht mehr zu geben –, doch als Jill und Mike ihn gemeinsam in den letzten Zirkel einführen wollen, sucht er sein Heil in der Flucht und begibt sich zu Jubal.
Jubal überzeugt ihn, dass er aus Angst vor dem Neuen und Offenen geflohen ist; Ben, der die Church of All Worlds zuerst kritisierte, geht zurück und wird Teil des inneren Zirkels.
Bald wird die zentrale Kirche mit dem Nest des inneren Zirkels zerstört; Mike hat zuvor allerdings alle Mitglieder aus der Gefahrenzone teleportiert. Jubal sucht das Rückzugsheim des inneren Zirkels auf, wo er durch Dawn, eine Art Doppelgänger von Jill, sexuell in den inneren Zirkel eingeführt wird; allerdings erweisen ihm ohnehin alle Nestmitglieder jede nur erdenkliche Ehre; er gilt als „Vater“, Mike gleichgestellt. Mike und Jubal treffen aufeinander. Mike erläutert, dass seine Kirche, die nicht auf Glauben, sondern auf erlernbaren Praktiken basiere, die Welt ändern will; die äußeren Zirkel und die „Kirchenshow“ dienen dazu, unter den „Kunden“ diejenigen auszuwählen, die Teil des inneren Zirkels werden können; diejenigen, die genetisch nicht dazu geeignet sind, werden mit der Zeit aussterben. Er ist aber besorgt, da er bemerkt hat, dass die marsianischen „Old Ones“ seine Erfahrungen auf der Erde aus ihm abgerufen haben und nun überlegen werden, ob sie die Menschheit vernichten sollen (wie sie es bereits mit anderen vernunftbegabten Wesen im Sonnensystem gemacht haben). Da die Marsianer aber sehr langsam vorgehen, sind Mike und Jubal sich sicher, dass die Marsianer für die Menschheit nach Ablauf der Zeit, die für eine Entscheidung erforderlich ist, nicht mehr gefährlich werden können. Mike erklärt nun die Zeit für gekommen. Er geht vor das Haus, wo ein wütender Fosterite-Mob wartet und ihn tötet, da er dies zulässt. Seine letzten Worte, zum Mob gewandt, sind „Thou art God“. Der innere Zirkel zeigt sich nicht überrascht und kommentiert das Geschehen als das beste „Blow-off“ aller Zeiten.
Jubal geht auf sein Zimmer und möchte seinem Leben mit Gift ein Ende setzen; aber Mike kommt als Geisteswesen zu ihm und erklärt ihm, dass seine Zeit noch nicht gekommen ist. Die übrigen haben inzwischen einen Teil des Körpers von Mike als kommunales Abendessen zubereitet. Jubal und einige des inneren Zirkels kehren zu Jubals Haus zurück, um dort ein neues Nest zu gründen.

## Bedeutung und Einfluss des Romans
Wie auch andere einflussreiche Werke der Literatur hat Fremder in einer fremden Welt es vermocht – zumindest im englischen Sprachraum –, ein neues Wort zu prägen: to grok. Im Roman ist es ein Ausdruck aus dem Marsianischen, der wortwörtlich übersetzt „trinken“ bedeutet, im übertragenen Sinne bedeutet es im Roman so viel wie „grundlegend verstehen“, „lieben“ oder „vereint sein mit“. Der Ausdruck „grokking“ gelangte vermutlich durch Ken Kesey in die Hippie-Szene und wurde zeitweilig benutzt, um einen Zustand der Empathie oder der Harmonie mit einer Person oder Situation auszudrücken. Er wird unter anderem auch von Science Fiction Fans und Hackern verwendet und es existiert auch ein Eintrag im Oxford English Dictionary. In der deutschen Sprache hat sich das Wort nicht auf breiter Ebene durchsetzen können, es ist jedoch auch in (deutschsprachigen) Hackerkreisen durchaus bekannt.
Ein zentrales Thema der zweiten Romanhälfte ist die Darstellung der von Smith begründeten „Kirche aller Welten“ (Church of All Worlds), ein Mysterienkult, der heidnische Elemente und Aspekte der Erweckungsbewegung mit parapsychologischem Training und der Unterweisung in der marsianischen Sprache verbindet. Im Jahre 1968 gründete eine neopaganistische Gruppe auch tatsächlich eine wesentlich durch den Roman inspirierte Church of All Worlds. Diese Glaubensgemeinschaft folgt in vielfacher Hinsicht den Ideen des Romans und ist bis heute Teil der neopaganistischen Szene der USA.
Mit Fremder in einer fremden Welt wollte Heinlein gezielt die akzeptierten Normen sittlichen Verhaltens in Frage stellen. Er nutzt den von Konventionen menschlicher Gesellschaften vollkommen unbeeinflussten Protagonisten Smith, um Konzepte wie Religion, Monogamie, Geld und Angst vor dem Tod zu thematisieren. Heinlein selber schrieb, dass er die Veröffentlichung des Romans zehn Jahre zurückgehalten hatte, bis die gesellschaftliche Entwicklung eine positive Rezeption des Buches ermöglichte. Allerdings wird oft auch Heinleins Darstellung der Frauen in diesem Roman kritisiert, die sich weitgehend zufrieden unterordnen, zusätzlich äußert eine der Protagonistinnen die Ansicht, Frauen würden bei Vergewaltigung oft eine Teilschuld tragen. Weiter erkennt der Held der Geschichte die Homosexualität als eine „wrongness“ und beschreibt heterosexuellen Sex zwischen den gegebenen Geschlechtern, auch mit Sicht auf die Reproduktion, als die große Stärke der Menschheit.

## Ausgaben
Erstausgaben beider Fassungen in Englisch:
- Juni 1961, Putnam Publishing Group, gebunden, ISBN 0-399-10772-X.
- Januar 1991, uncut edition, Ace/Putnam, gebunden, ISBN 0-399-13586-3.

Deutsche Erstausgaben beider Fassungen:
- 1970, Heyne (Science Fiction and Fantasy Nr. 3170), broschiert.
- 1996, Bastei-Lübbe, broschiert, ISBN 3-404-24214-9.
- 2009, Heyne, broschiert, ISBN 978-3-4535-2548-1 (mit Vorwort von John Scalzi)

## Kritik
„Dieser Roman fing perfekt den Geist der Campus-Rebellionen, die Aufbruchsstimmung der Jugend und deren Revolte gegen die etablierten Werte und verlogenen Moralvorstellungen ein und wurde mit seiner Botschaft zu freier Liebe und Toleranz zu einem Kultbuch der Hippie-Bewegung, Michael Smiths Ausspruch 'Thou Art God' zum geflügelten Wort. Heinlein überraschte zusätzlich noch mit zynischen Kommentaren zu Mißständen in der amerikanischen Gesellschaft und mit dem streckenweise avantgardistischen Stil, in dem er dieses Werk verfaßte. Ein exzellentes Buch, das heute noch das gleiche Lesevergnügen bietet wie zum Zeitpunkt seiner Erstveröffentlichung...“